# PRhyme 2
PRhyme 2 è il secondo album in studio del duo statunitense PRhyme, pubblicato il 16 marzo 2018 dalla PRhyme Records. Collaborano all'album Dave East, Yelawolf, 2 Chainz, Rapsody, Big K.R.I.T., Kon Artis e Cee-Lo Green.
Sul sito Metacritic riceve un punteggio di 74/100.
| Recensione  | Giudizio |
| ----------- | -------- |
| AllMusic    | [ 1 ]    |
| Consequence | B−       |
| Exclaim!    | [ 4 ]    |
| Pitchfork   | [ 5 ]    |
| XXL         | [ 6 ]    |

## Tracce
Musiche di DJ Premier.
1. Interlude 1 (Salute) – 0:39
2. Black History – 3:42
3. 1 of the Hardest – 2:43
4. Era (featuring Dave East) – 3:32
5. Respect My Gun (featuring Roc Marciano) – 3:10
6. W.O.W. (With Out Warning) (featuring Yelawolf) – 3:29
7. Sunflower Seeds (featuring Novel & Summer of '96) – 3:34
8. Streets at Night – 3:31
9. Rock It – 3:49
10. Loved Ones (featuring Rapsody) – 3:15
11. My Calling – 2:14
12. Made Man (featuring Big K.R.I.T. & Kon Artis) – 3:42
13. Interlude 2 (Relationships) – 0:43
14. Flirt (featuring 2 Chainz) – 3:20
15. Everyday Struggle (featuring Chavis Chandler) – 2:41
16. Do Ya Thang – 4:22
17. Gotta Love It (featuring Cee-Lo Green & Brady Watt) – 4:37

Durata totale: 53:03

## Classifiche

### Classifiche settimanali
| Classifica (2018)         | Posizione massima |
| ------------------------- | ----------------- |
| Canada                    | 92                |
| Stati Uniti               | 40                |
| US Digital Albums         | 7                 |
| US Independent Albums     | 3                 |
| US Rap Albums             | 19                |
| US Tastemakers            | 14                |
| US Top R&B/Hip-Hop Albums | 23                |